# Gazi Yaşargil
Mahmut Gazi Yaşargil (Lice, 6 de julho de 1925 – Stäfa, 10 de junho de 2025) foi um neurocirurgião turco-suíço. Trabalhou com Raymond M. P. Donaghy na Universidade de Vermont no desenvolvimento da micro-neurocirurgia. Yaşargil tratou epilepsia e tumores cerebrais com instrumentos que ele projetou. De 1953 até sua aposentadoria em 1993 foi primeiro médico, depois médico sênior e mais tarde professor e titular da cátedra do Departamento de Neurocirurgia da Universidade de Zurique e do Hospital Universitário de Zurique. Em 1999 foi nomeado "Mann des Jahrhunderts 1950–1999 der Neurochirurgie" na reunião anual do Congress of Neurological Surgeons. É um membro fundador da Academia Eurasiana.

## Formação e carreira
Depois de frequentar o Ankara Ataturk Lisesi e a Universidade de Ankara de 1931 a 1943, Yaşargil foi para a Alemanha e estudou medicina na Universidade de Jena em 1944/1945. Em maio de 1945 continuou seus estudos na Universidade de Basileia, onde obteve em 1950 um doutorado. Após passagens por Interlaken e Basileia, ingressou na Universidade de Zurique em 1953, onde trabalhou até 1993, com uma pausa de dois anos (1965–1967) na Universidade de Vermont.

## Condecorações
- 1975 Prêmio Marcel Benoist

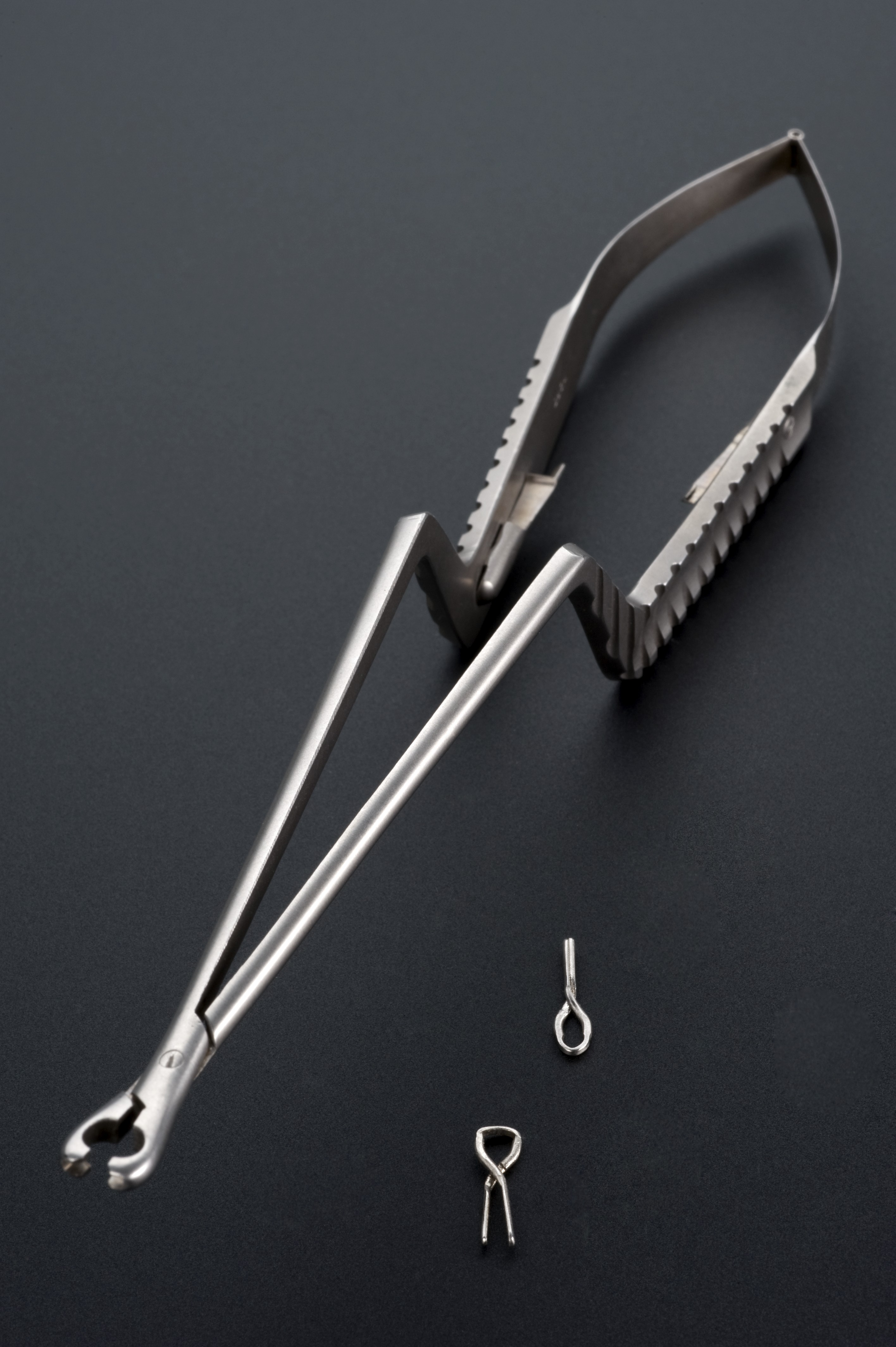
Pinça de aneurisma Yaşargil. Esses clipes foram desenvolvidos por Gazi Yaşargil e ainda são usados atualmente em neurocirurgia para tratar aneurismas

- 2000 Medalha Fedor Krause da Deutsche Gesellschaft für Neurochirurgie[3]